# Eric Andersen (artiste)
Pour les articles homonymes, voir Eric Andersen et Andersen.
Eric Andersen, né en 1940 à Anvers (Belgique), est un artiste danois associé au mouvement artistique Fluxus.

## Biographie et travail
En 1962, Andersen participe à l'un des premiers concerts donnés par Fluxus lors du Festum Fluxorum à la Nikolai Kirke (église Nicolas) de Copenhague. Il prend rapidement un intérêt précoce pour l'art intermédial,. Dans son Opus datant du début des années 1960, Andersen explore l'interaction ouverte entre l'artiste performeur et le public, développant des œuvres s'auto-transformant, telles qu'arte strumentale.
Andersen est souvent invité dans les pays de l'ancien bloc de l'Est. En 1966, il organise à Prague un événement de trois jours avec les artistes Fluxus Tomas Schmit et Milan Knížák. Ce sont les premiers événements Fluxus en Tchécoslovaquie. En Pologne, il expose à la Galeria Akumulatory 2 à Poznań et à la Galeria Potocka à Cracovie.
Il habite à Copenhague, au Danemark.

## Voir également
- Art numérique
- Art génératif